# サクラ小町
「サクラ小町」（サクラこまち）は、PASSPO☆の7thシングル。2013年2月13日にユニバーサルJから発売された。

## 概要
本作からグループ名をPASSPO☆表記に変更。表題曲は2012年12月28日に行われた『ぱすぽ☆ 渋谷公会堂ワンマンフライト』で発表・初披露された。タイトルに片仮名が入ったシングルはインディーズ第2作「ハレルヤ」以来である。

## 販売形態
- ファーストクラス盤（UPCH-9834）、CD+DVD（サクラ小町 MV）、握手巻A封入
- ビジネスクラス盤（UPCH-9835）、CD+DVD（サクラ小町 Dance shot Ver. MV）、握手巻A封入
- エコノミークラス盤（UPCH-5785）、中野サンプラザイベント・はっちゃけナイト応募抽選券

### ユニバーサルミュージックストア限定発売
- 3形態BOX面会チケット付き（3種、PDCJ-1044/45/46）、1分面会券、大阪・東京・名古屋
- 特別チャーター便チケット付き（11種、D2CJ-1012〜1022）、金沢・新潟・福岡・大阪（1/2部）・名古屋（1/2部）・仙台（1/2部）・品川（1/2部）

## 収録曲

### ファーストクラス盤
1. サクラ小町
作詞：ペンネとアラビアータ、作曲：瀬戸信、編曲：福井昌彦
日本テレビ系列『今夜くらべてみました』『夜遊び三姉妹』2月エンディングテーマ[1]
H.I.S.『HAPPY 春トクキャンペーン』CMソング[1]
2014年2月11日開催の『第47回NHK福祉大相撲』で歌唱された[注 1]。
2. No.1 Boy
作詞：ペンネとアラビアータ、作曲・編曲：石也寸志
3. サクラ小町（Instrumental）
4. No.1 Boy（Instrumental）

DVD
1. サクラ小町（Music Video）

### ビジネスクラス盤
1. サクラ小町
2. No.1 Boy
3. サクラ小町（Instrumental）
4. No.1 Boy（Instrumental）

DVD
1. サクラ小町（Dance Shot Ver.）

### エコノミークラス盤
1. サクラ小町
2. No.1 Boy
3. サクラ小町（Instrumental）
4. No.1 Boy（Instrumental）

### 特別チャーター便ライブチケット付きCD
1. サクラ小町
2. Wish on a star
作詞：ペンネとアラビアータ、作曲・編曲：石也寸志
3. サクラ小町（Instrumental）
4. Wish on a star（Instrumental）

## 参加ミュージシャン
サクラ小町
- 沢頭たかし（Guitar）
- 福井昌彦（Guitar、Keyboards & Programming）
- 川渕文雄（Bass）
- 渋谷憲（Drums）

No.1 Boy
- 石也寸志（All Instrumental Programming）

## 特典
| 形態                                 | 流通               | 特典                                            |
| ------------------------------------ | ------------------ | ----------------------------------------------- |
| ファーストクラス盤                   | 一般               | 初回プレス分のみPASSPO☆「サクラ小町」握手券A    |
| ビジネスクラス盤                     | 一般               | 初回プレス分のみPASSPO☆「サクラ小町」握手券B    |
| エコノミークラス盤                   | 一般               | 初回プレス分のみPASSPO☆「サクラ小町」応募抽選券 |
| 特別チャーター便ライブチケット付きCD | ユニバーサルストア | 特別チャーター便ライブ入場券                    |
| サクラ小町BOXセット                  | ユニバーサルストア | 1分面会券                                       |